# Schistophleps postmedialis
Schistophleps postmedialis là một loài bướm đêm thuộc phân họ Arctiinae, họ Erebidae.